# پذیرش تحصیلی

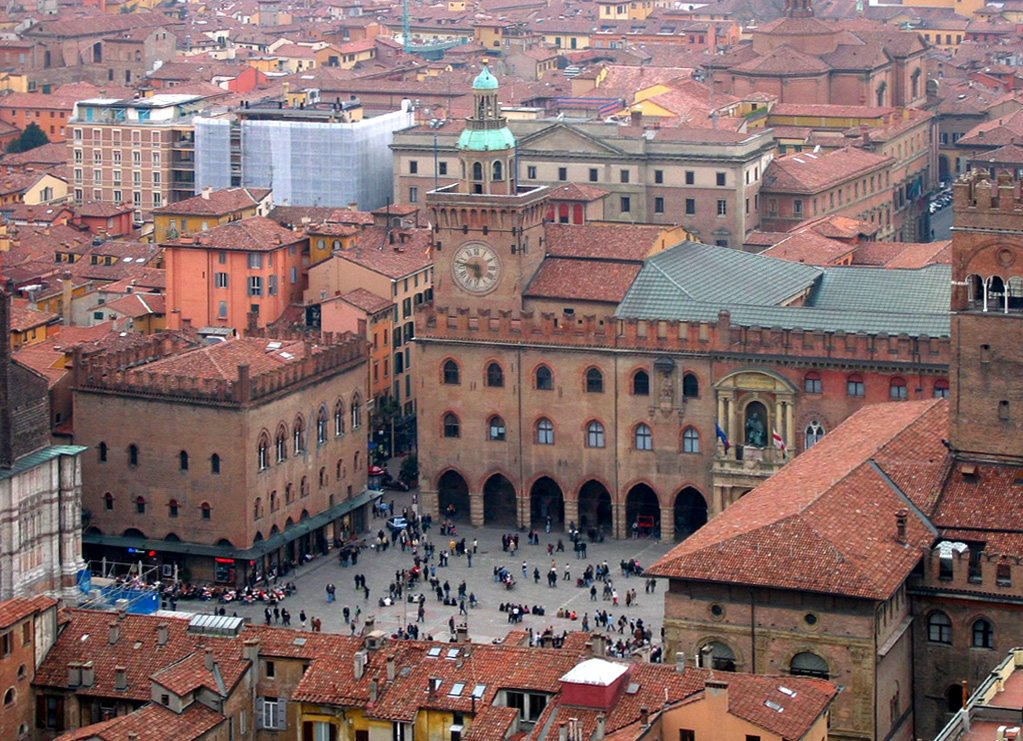
دانشگاه بولونیا قدیمیترین دانشگاه دنیا در سال ۱۰۸۸ میلادی بنیان نهاده شد.

پذیرش تحصیلی فرایندی است که طی آن دانشجویان وارد آموزش عالی در دانشگاه‌ها و دانشکده ها می‌شوند. این روند از کشوری به کشور دیگر و از موسسه‌ای به مؤسسه دیگر متفاوت است. 

## شرایط دریافت پذیرش
شرایط دریافت پذیرش در دانشگاه‌ها و کشورهای مختلف تفاوتهایی با هم دارند اما به‌طور کلی این مدارک برای فرایند پذیرش دانشگاهی لازم است:
- مدرک زبان: دانشگاه‌های انگلیسی زبان معمولاً نمره خاصی را در آزمون تافل یا آیلتس برای پذیرش دانشجو اعلام می‌کنند. در بعضی دانشگاه‌ها ممکن است آزمون دولینگو یا سایر زبانها هم مورد تأیید باشد. دانشگاه‌های غیر انگلیسی هم به همین ترتیب سطح خاصی از دانش زبانی را برای پذیرش اعلام می‌کنند.
- رزومه: رزومه یا سی‌وی شامل سوابق تحصیلی، شغلی، تجربیات، تحقیقات، پروژه‌ها، مقاله یا اختراع، نمرهٔ زبان و تمام قابلیتها و علایق شخص می‌شود که در قالب استاندارد ویژه‌ای نوشته شده‌است.
- انگیزه نامه: در انگیزه‌نامه هدف متقاضی از تحصیل در یک رشته خاص و عواملی که باعث شده فرد این دانشگاه و این رشته و این مسیر را برای آینده خود برگزیند، گزارش داده می‌شود.<

دانشگاه سیدنی قدیمیترین دانشگاه استرالیا است.

- توصیه نامه از اساتید معتبر دانشگاه
- اصل و ترجمه ریز نمرات در مقطع قبلی دانشگاه

## پذیرش تحصیلی در کشورهای مختلف

### کانادا
در میان کشورهای انگلیسی‌زبان مانند انگلیس و استرالیا، کانادا ارزان‌ترین کشور برای ادامه تحصیل و زندگی محسوب می‌شود؛ رتبه‌بندی موسسه‌های آموزش عالی این کشور و اعتبار مدارک دانش‌آموختگی، بر کیفیت زندگی در کانادا مضاف شده و در لیست متقاضیان تحصیل در خارج از کشور، جایگاه اول را به خود اختصاص داده‌است. به‌طور کلی تحصیل در کانادا نیازی به شرکت در آزمون ورودی دانشکده یا دانشگاه ندارد؛ تنها با دریافت پذیرش تحصیلی و پس از آن ویزای تحصیلی، می‌توان برای مهاجرت تحصیلی آماده شد. یکی از جنبه‌های خاص کشور کانادا وجود دو زبان ملی است.

### ترکیه
ترکیه با ارتقا سیستم آموزشی خود در مقاطع عالی به تازگی تبدیل به مقصد مهاجرت تحصیلی ایرانیان شده‌ است. تنوع برنامه‌ های تحصیلی طراحی شده در دانشگاه‌ های این کشور ادامه تحصیل در ترکیه را برای تمامی رشته‌ های تحصیلی و تمامی مقاطع امکان‌ پذیر کرده‌ است. اعتبار و سطح بالای آموزش در بسیاری از دانشگاه‌ های ترکیه طی کردن پله های ترقی را برای متقاضیان آسان و هموار کرده‌ است.
بر اساس قوانین مهاجرتی این کشور، ایرانی‌ها جهت ورود به مرزهای این کشور با هدف گردشگری نیاز به ویزا ندارند و به مدت 3 ماه با پاسپورت میتوانند در این کشور اقامت داشته باشند اما برای تحصیل در مقاطع مختلف نیاز به اقامت این کشور دارند چون برای تحصیل شما باید بیشتر از سه ماه در این کشور بمونید که گرفتن اقامت برای دانشجویان در این کشور بسیار راحت بوده و توسط خود دانشگاه و ارائه مدارک به بخش اداری دانشگاه اقامت شما صادر میشود.

### اوکراین
تحصیل در دانشگاه‌های اوکراین نیازمند شرکت در دوره آمادگی قبل از ورود به دانشگاه است. این دوره آموزشی که پاتفک (یا پادفک) نام دارد، به زبان‌های تدریس در دانشگاه‌های اوکراین یعنی زبان روسی و زبان انگلیسی برگزار می‌شود. بسته به نوع رشته مورد نظر درس‌ها و واحدهای مشخصی در این دوره مرور و آموزش داده می‌شوند. دوره پاتفک که مانند دوره پیش‌دانشگاهی در سیستم آموزشی ایران محسوب می‌شوند، مسیر ورود به دانشگاه‌های این کشور را هموار می‌کند. پس از شرکت در این دوره متقاضی باید در آزمون‌های ورودی دانشگاه‌ها شرکت کند و نمره معیار ۵ را به دست آورد. بر اساس نمره کسب شده از این آزمون، دانشجو می‌تواند دانشگاه و رشته مناسب نمره خود را انتخاب کند.
دانشگاه ملی کارازین خارکف از جمله دانشگاه‌های مشهور اوکراین است که در شمار برترین دانشگاه‌های جهان جای گرفته‌است. این دانشگاه در میان دیگر موسسه‌های آموزشی اوکراین بالاترین آمار جذب دانشجویان جهانی را دارد.